# Ad fundum
Pour plus de détails, voir Fiche technique et Distribution.
Ad fundum est un film dramatique belge réalisé par Erik Van Looy et sorti en 1993.

## Synopsis
Sammy, Tom et Dennis s'inscrivent à l'université de Louvain (Leuven), et deviennent membres de l'association étudiante fictive Cuniculus. Ils sont « achetés » lors d'une vente d'étudiants précédent le parcours en vue du baptême étudiant. Là, Sammy, timide et peu sûr de lui, doit apporter un bocal de son sperme au baptême des étudiants. Il refuse et se voit dès lors est placé sur un « tapis volant », après avoir consommé des « à fonds » de rigueur. Lorsque Sammy est dans les airs, le président de baptême, Guy Bogaerts, ordonne aux étudiants d'ôter le tapis. Sammy tombe au sol et meurt sur le coup.
La police lance une enquête, mais les étudiants restent silencieux. Le comité de baptême soutient que Sammy est mort à la suite d'une consommation excessive d'alcool et l'université insiste sur le fait qu'elle n'est pas responsable des baptêmes des étudiants. Un non-lieu est prononcé.
Dennis et Tom lancent leur propre enquête, mais font également chou blanc. L'accusation parvient toutefois à présenter un ancien étudiant qui a également été mis sur le tapis volant quelques années auparavant. Là aussi, Guy Bogaerts avait donné l'ordre de retirer le tapis. L'homme était également tombé au sol, s'était cassé la jambe et boîte depuis lors. Bien que de nombreuses contradictions apparaissent au cours du procès, le juge reste d'avis que les preuves sont insuffisantes et Guy Bogaerts est acquitté.
Tom met Guy au défi de voler le drapeau à l'hôtel de ville après en avoir escaladé la façade. Guy remporte le challenge. À ce moment-là, un inconnu ouvre une fenêtre. Guy tombe et ne semble pas survivre à la chute. La police ouvre là aussi une enquête, mais à nouveau, toutes les personnes présentes affirment n'avoir rien vu.

## Distribution
- Tom Van Landuyt : Tom Smits
- Mathias Sercu : Dennis
- Tom Van Bauwel : Guy de Bogaerts
- Sven De Ridder : Sammy Raes
- Tania Poppe :
- Margot van Doorn : Petra Derks
- Axel Daeseleire : Tits
- Gert Lahousse : Coco
- Jan Bijvoet : Piet
- Peter Fol : Peter Nofens
- Victor Zaidi : Piet
- Joep Onderdelinden : Joop
- Stefan Perceval : Carlo
- Tuur De Weert : Professor Bax
- Senne Rouffaer : Dean Schoeters
- Jaak Van Assche : Louis Raes
- Marilou Mermans : Magda Raes
- Herbert Flack : Rene Bogaerts
- Koen De Graeve : Student 't Vat'
- Wim Opbrouck : Jean-Luc
- Gene Bervoets : Lawyer Theys
- Joost Buitenweg : Bol